# Frédéric Bolley
Frédéric Bolley, né le 17 février 1974 à Marseille, est un pilote de moto-cross français.
Deux fois Champion du Monde de motocross 250 cm³ en 1999 et  2000, il est ensuite passé par les disciplines de vitesse et de supermotard.
En 2007, Frédéric Bolley dispute les championnats de France et du monde enduro en catégorie E3.
En 2010, Frédéric Bolley développe une pit bike de compétition en collaboration avec la marque numéro 1 "Apollo Motors".
Il en profite pour participer chaque année, avec son fils Théo Bazerque, à la dernière épreuve du championnat de France de Pit Bike.
Depuis octobre 2013 il est devenu RVP (Régional Vice President) de la société ACN.

## Palmarès
- Champion du Monde de motocross 250 cm³ 1999 et  2000
- vainqueur du Guidon d'Or en 2000
- 3e du premier enduro indoor à Lyon.
- Champion de France Elite 1993
- Champion de France 125 SX 1990
- Champion de France Cadet 1987
- Champion de France Minivert Cadet 1986
- Champion de France Minivert Minime 1985

### Diverses victoires
- Supercross de Barcelone 1994
- Grand-Prix de Suisse 1996